# George Larner
George Edward Larner, angleški atlet, * 7. februar 1875, Langley, Slough, Anglija, Združeno kraljestvo, † 4. marec 1949, Brighton, Brighton and Hove, Anglija.
Larner je nastopil na Poletnih olimpijskih igrah 1908 v Londonu, kjer je postal dvakratni olimpijski prvak v hitri hoji na 3500 metrov in 10 milj, ko je ob zmagi postavil tudi svetovni rekord.
Tudi njegov brat Ernest je bil atlet.